# Neumann–Bernays–Gödel-halmazelmélet
A Neumann–Bernays–Gödel-halmazelmélet (rövidítve: NBG) a matematika egy nagy jelentőségű formális-axiomatikus rendszere, mely a halmazelméletet kívánja egy, a Zermelo–Fraenkel-halmazelmélethez hasonló módon formalizálni.
A leglényegesebb különbség az NBG és a ZFC (a Zermelo–Fraenkel-axiómarendszer kibővítve a kiválasztási axiómával) között, hogy az NBG-ben közvetlenül hivatkozhatunk a valódi osztályokra, míg a ZFC-ben csak közvetetten tehetjük ezt. Az NBG azáltal, hogy nagyobb rálátást biztosít a halmazokra, a matematika tágabb területein alkalmazható hatékonyan, mint például a kategóriaelmélet vagy a halmezelmélet egészét vizsgáló modellelmélet. Mindazonáltal ez az előny csak látszólagos (nyelvi eredetű) tekintve, hogy a két elmélet ekvikonzisztens (az NBG a ZFC konzervatív bővítése).

## Az elmélet kifejtése
Az elmélet nyelvében két logikai relációjel szerepel, az egyenlőség szimbóluma ( = ) és az eleme szimbólum ( ∈ ). Az egyenlőség tulajdonságait a predikátumkalkulus szokásos logikai szabályai rögzítik, az eleme jel tulajdonságait a matematikai axiómákban fogalmazzák meg. A változók szándékolt módon osztályokat jelölnek, tehát a halmaz fogalmát ebben az elméletben definiálni lehet.
Most egy olyan axiómarendszert mutatunk be, mely szellemében a legközelebb áll a ZFC rendszerhez.
Azt mondjuk, hogy az x osztály halmaz, ha tétel az alábbi Set(x)-szel jelölt formula:
∃y:x ∈ y
Tehát ha van legalább egy olyan y osztály, melynek x eleme. Ellenkező esetben (tehát ha a ¬(∃y)(x ∈ y) formula tétel) az x osztály valódi osztály.
AZ EXTENZIONALITÁS AXIÓMÁJA – Ha két osztálynak azonosak az elemei, akkor a két osztály egyenlő, azaz ha x és y osztály, akkor
∀z:z ∈ x ⇔ z ∈ y ⇒ x = y
(Az "extenzionalitás" kifejezés arra utal, hogy minden osztályra úgy gondolunk, ahogy a logikában a predikátumok extenziójára, igazságtartományára. Két osztály így tehát akkor egyenlő, ha ekvivalens predikátumok igazságtartományaiként fogható fel. Az axiómát gyakran még meghatározottsági axiómának is hívják, mert eszerint az osztályokat semmi más, csak elemei határozzák meg.)
A KORLÁTOZOTT KOMPREHENZIVITÁS AXIÓMÁJA – Ha P(x) az elmélet olyan formulája, mely szabadon tartalmazza x-et és a benne szereplő kvantorok csak halmazokra korlátozódnak, akkor létezik olyan osztály, mely pontosan azokat a halmazokat tartalmazza, melyekre P(x) igaz, azaz
(∃y)(∀x)( x ∈ y ⇔ (Set(x) ∧ P(x)) )
Az extenzionalitás axiómája alapján belátható, hogy ha az ilyen tulajdonságú osztály létezik, akkor az egyértelmű. A P(x) tulajdonságú halmazok osztályát a következőképpen jelöljük:
{\displaystyle \{x\mid P(x)\}}
A "komprehenzív" kifejezés arra utal, hogy az axióma szándékozik "összegyűjteni" mindazon elemeket egy osztályba, melyre a P(x) formula tétel. A "korlátozott" szó pedig arra utal, hogy elemként ily módon csak halmazokat gyűjthetünk össze. Másrészt a "korlátozott" jelző arra is utal, hogy a P(x) formula tartalmazhat konkrét, akár valódi osztályokat is, de a (∀y) jelsor csak úgy szerepelhet benne tetszőleges y változó esetén, ha utána a Set(y) általános feltétel is szerepel benne a kvantor hatókörén belül. Ez a kissé bonyolult feltétel P(x)-re lényeges, mert ezen múlik, hogy NBG tényleg ekvikonzisztens ZFC-vel. Létezik a halmazelméletnek egy olyan NBG stílusú felépítése, a Morse–Kelley-halmazelmélet, melyben P(x)-re nincs a fenti megkötés. MK azonban valódi bővítése ZFC-nek és valójában a halmazelmélet egy másodrendű kalkulusával egyenértékű. Az axiómát gyakran még elkülönítési axiómának is nevezik.
Ebből az axiómából két, kardinális jelentőségű osztály létezése következik. Az első a Russell-összesség, azaz a
{\displaystyle \mathbf {Ru} :=\{x\mid x\notin x\}}
osztály, mely az alábbiak szerint valódi osztály. Tegyük fel, hogy Ru halmaz. Ekkor a komprehenzivitás axiómája szerint minden x-re: x ∈ Ru ⇔ (Set(x) ∧ ¬(x ∈ x)). Ha most x helyére Ru-t helyettesítünk, akkor azt kapjuk, hogy Ru ∈ Ru ⇔ (Set(Ru) ∧ ¬( Ru ∈ Ru)), amely csak úgy lehet, ha Set(Ru) nem teljesül, hiszen ellenkező esetben ellentmondásra jutunk. De azt tettük fel, hogy Ru halmaz, ami szintén ellentmondás, tehát Ru nem halmaz, hanem valódi osztály.
A második fontos osztály az
{\displaystyle \emptyset :=\{x\mid x\neq x\}}
definiálta üres osztály. Azt még nem lehet tudni, hogy ez halmaz-e, sőt azt sem, hogy léteznek-e egyáltalán halmazok, ezért a következő axióma ezt fogja biztosítani.
A LÉTEZÉS AXIÓMÁJA – Létezik halmaz.
A később említendő részhalmaz axióma miatt ebből rögtön következik, hogy az üres osztály halmaz, mert az üres osztály minden osztálynak részosztálya. Megjegyezzük, hogy még a komprehenzivitási axióma nélkül sem kell feltennünk, hogy létezik osztály, hiszen a rendszer minden termje osztályt jelöl, így az osztályok, mint termek nyelvi értelemben léteznek. Gyakran az axiómát úgy fogalmazzák meg, hogy az üres osztály halmaz.
Mindezek után sorra megkövetelik a ZFC rendszer összes axiómáját halmazokra relativizálva.
RÉSZHALMAZ AXIÓMA – Minden halmaz részosztálya is halmaz.
PÁRAXIÓMA – Ha a és b halmaz, akkor az {a,b} := { x | x=a ∨ x=b } osztály halmaz.
HATVÁNYHALMAZ AXIÓMA – Ha H halmaz, akkor a P(H) := { x | x ⊆ H } hatványosztály is halmaz.
EGYESÍTÉSI AXIÓMA – Ha H halmaz, akkor az ∪H := { x | (∃y)( y ∈ H ∧ x ∈ y ) } unióosztály halmaz.
Definiálható halmazok rendezett párjának fogalma ( {{a},{a,b}} ), osztályok Descartes-szorzata ( A × B := { (x,y) | x ∈ A ∧ y ∈ B } ) és az osztályok között ható funktor fogalma. A funktor olyan osztály, mely az A és B osztályok Descartes-szorzatának olyan F részosztálya, amely egyrészt a második változójában egyértelmű, azaz ha (x,y1) ∈ F és (x,y2) ∈ F, akkor y1 = y2 és másrészt a párok első tagjaként az összes A-beli elem részt vesz. Azt, hogy F egy A-ból B-be menő funktor úgy jelöljük, hogy F: A {\displaystyle \rightarrow } B. Ha egy funktor halmaz, akkor függvénynek nevezik. Egy F: A {\displaystyle \rightarrow } B funktor értékkészlete azon elemekből áll, melyeket az a B osztályból elér, azaz F(A) := { F(x) | x ∈ A }. Ha I és A nem üres osztály, akkor egy I-vel indexelt osztályrendszer olyan (Ai)i∈I funktor, mely I elemeihez A elemeit rendeli. Ha I halmaz, akkor az (Ai)i∈I rendszer ×i∈IAi Descartes-szorzata mindazon f: I {\displaystyle \rightarrow } ∪A kiválasztó függvények összessége, melyek olyanok, hogy minden i∈I-re f(i) ∈ Ai. Ezeken kívül definiálni kell a természetes számok halmazelméleti modelljeit a rendszámokon keresztül és ez esetben megfogalmazhatók a további axiómák:
VÉGTELENSÉGI AXIÓMA – Az összes Ø , {Ø} , {Ø,{Ø}}, {Ø,{Ø},{Ø,{Ø}}}, … H ∪ {H}, … alakú "természetes szám" halmazok osztálya halmazt alkot.
KIVÁLASZTÁSI AXIÓMA – Nemüres halmazok nemüres halmazrendszerének Descartes-szorzata nem üres.
A PÓTLÁS AXIÓMÁJA – Ha F: A {\displaystyle \rightarrow } B funktor és A halmaz, akkor F(A) is halmaz.
A JÓLFUNDÁLTSÁG AXIÓMÁJA – Egy nemüres halmaznak mindig van olyan eleme, mellyel már nincs közös része.
Ez összesen 11 axióma. Pontosabban 10 egyedi axióma és 1 axiómaséma (ti. a komprehenzivitás axiómája).

## A Neumann-féle méretkorlátozási axióma
Neumann alkotta meg az osztályokkal megfogalmazott halmazelmélet egy tömörebb változatát oly módon, hogy feltette, minden valódi osztály kölcsönösen egyértelmű módon megfeleltetésbe hozható az összes halmazok osztályával V := { x | x=x } = { x | Set(x) } -vel (a Neumann-féle univerzummal), azaz lényegében csak egyféle méretű valódi osztályok vannak. (Ez a megállapítás ZFC-s pszeudo-osztályelméletet szem előtt tartva is összhangban van az intuícióval[forrás?], mindazonáltal fontos körülményre mutat rá). A méretkorlátozás ezen axiómája kiváltja a részhalmaz, az extenzionalitás, a kiválasztás és a pótlás axiómáját, de egyébként ugyanaz mint NBG. Nézzük ezt az axiómarendszert.
A MÉRETKORLÁTOZÁS AXIÓMÁJA – Ha C valódi osztály, akkor létezik C {\displaystyle \rightarrow } V kölcsönösen egyértelmű, V minden elemét felvevő (tehát bijektív) funktor.
(Emellett törölve AZ EXTENZIONALITÁS AXIÓMÁJA, RÉSZHALMAZ AXIÓMA, A PÓTLÁS AXIÓMÁJA, KIVÁLASZTÁSI AXIÓMA)
A KORLÁTOZOTT KOMPREHENZIVITÁS AXIÓMÁJA
PÁRAXIÓMA
HATVÁNYHALMAZ AXIÓMA
EGYESÍTÉSI AXIÓMA
A JÓLFUNDÁLTSÁG AXIÓMÁJA

## Gödel finit axiómarendszere
Az NBG-nek halmazelméleteken belüli egyfajta kitüntetett jellegére utal, az a tény, hogy végesen axiomatizálható. Ezt Gödel ismerte fel, aki a komprehenzivitási axiómát, mely valójában egy axiómaséma (azaz ahány P(x) annyi egyedi axióma, tehát rekurzívan felsorolható sok), fel tudta bontani kilenc egyedi axiómára. Így az NBG-halmazelmélet leírható 14 axiómával.

## Külső hivatkozások
- Randall Holmes, Alternative Set Theories
- www.planetmath.org, von Neumann-Bernays-Gödel set theory  Archiválva 2006. június 24-i dátummal a Wayback Machine-ben